# پرواز شماره ۱۸۱ لوفت‌هانزا
پرواز شماره ۱۸۱ لوفت‌هانزا (انگلیسی: Lufthansa Flight 181) یک پرواز خطوط هوایی این شرکت با جت بوئینگ ۷۳۷-Adv230 بود که ربوده شد.

## شرح واقعه
در ۱۳ اکتبر ۱۹۷۷ جت بوئینگ ۷۳۷ توسط چهارتن از اعضای جبهه مردمی آزادی فلسطین که خود را فرمانده شهید حلیمه می‌نامیدند ربوده شد. خواسته‌های ربایندگان آزادی و امنیت رهبر زندانی فراکسیون ارتش سرخ بود.
در ۱۸ اکتبر این هواپیما توسط نیروهای ویژه ضد تروریسم آلمان، جی‌اس‌جی۹ (GSG9) در موگادیشو، جمهوری دموکراتیک سومالی مورد یورش قرار گرفت و تمامی ۹۰ سرنشین هواپیما نجات یافتند.

## هواپیماربایی
در ساعت ۱۱۰۰ صبح روز پنجشنبه ۱۳ اکتبر ۱۹۷۷ پرواز شماره ۱۸۱ جت بوئینگ ۷۳۷ شرکت خطوط هوایی لوفت‌هانزا به نام لندشات فرودگاه پالما ده مایورکا اسپانیا را با ۸۶ مسافر و ۵خدمه به مقصد فرانکفورت ترک کرد. ۳۰ دقیقه بعد از پرواز بر فراز مارسی فرانسه، چهار ستیزه‌جو که خود را فرمانده شهید حلیمه می‌نامیدند به افتخار و یاد بریجیت کولمان که سالیان پیش در عملیات انتبه کشته شده بود، همچنین آزادی رهبر فراکسیون ارتش سرخ به این حمله اقدام کردند. رهبر گروه زهیر یوسف آکاچی مردی ۲۳ ساله با نام مستعار محمد بود که همراه با نفراتش کنترل هواپیما را با هفت‌تیر مسلح خود به کنترل درآورد و به خلبان شومان فرمان داد تا هواپیما به لارناکا قبرس برود؛ اما به دلیل کمبود سوخت خلبان گفت هواپیما باید در رم بنشیند و به این ترتیب هواپیما برای تأمین سوخت به رم رفت.